# ライオンブリッジジャパン
ライオンブリッジジャパン株式会社は、アメリカマサチューセッツ州ウォルサムに本社を置き、26カ国に46拠点を持つ最大規模のローカリゼーションプロバイダーであるLionbridge Technologies, Inc.（ライオンブリッジ）の日本支社。
ソフトウェア、ハードウェア、マニュアル製品の国際化と地域化に対応するため翻訳、ローカリゼーションサービスを提供し、日本では行っていないが、直轄のネットワークによって、テスティング、ソフトウェア開発、ソフトウェア保守などのサービスも提供している。

## サービス概要

### 翻訳・ローカリゼーションサービス
グローバルマーケットに対応したソフトウェア、マニュアル、Webサイト、販促資料などの翻訳・ローカリゼーション サービスを提供。最大146言語への翻訳を行う。

### AI向け教師データ
AI向け教師データの作成やアノテーションサービスを提供し、AIの研究開発を支援。2019年1月に株式会社Gengoを買収し、AIサービスを強化。

### テスティング
VeriTestというライオンブリッジ独自のテスティング サービスを活用し、オンサイト、ニアショア、またはオフショアでの総合的テスティングに関するサービスを提供。競争力分析とパフォーマンスのベンチマーク テストに対応。

### アプリケーションの開発および保守
アプリケーションの開発と保守、従来の環境から次世代プラットフォームへの移行、業界をリードする ERP ソリューションと相互運用するアプリケーションのカスタマイズ、レガシー データのマイニングについて分野別に対応。

### プロジェクト・マネジメント
プロジェクト・マネジメント グループを筆頭に、ランゲージグループ、エンジニアリンググループ、サプライチェーンマネジメントグループに分け、大規模プロジェクトを遂行する。

### 翻訳用語集の管理
翻訳メモリツールの定番である「Trados」と同等の翻訳支援ツールである「Logoport」を開発し、2010年4月よりGeoworkz.com上にて「Translation Workspace」をSaaSとしてリリース。従来のデスクトップベースでの翻訳メモリの利用ではなく、サーバーベースでの翻訳メモリの共有を可能にした。

### 機械翻訳の開発
2010年4月にIBMと提携し、機械翻訳を開発していくことを発表。質の高いリアルタイム翻訳が期待される。

## 関連会社
- ライオンブリッジ